# Mauro Santambrogio
Mauro Santambrogio (Erba, Província de Como, Itália, 7 de outubro de 1984) é um exciclista italiano.
Durante as temporadas 2006 a 2012 correu nas equipas Protour do Lampre e o BMC. Em 2013 deu positivo por EPO num controle efetuado durante a primeira etapa do Giro d'Italia e impôs-se-lhe uma sanção de 18 meses que finalizava a 2 de novembro de 2014. Chegou a alinhar pela equipa Amore & Vita-Selle SMP para a temporada de 2015 mas 10 dias antes de que acabasse a sanção novamente deu positivo por testosterona num controle surpresa. Foi sancionado com três anos, até 21 de outubro de 2017.

## Palmarés
- 2005
  - Giro do Lago Maggiore

- 2009
  - Três Vales Varesinos
  - Trittico Lombardo (ver nota)[2]

- 2011
  - 2.º no Campeonato da Itália em Estrada

- 2013
  - GP Industria & Artigianato di Larciano
- 1 etapa do Giro d'Italia

## Resultados em Grandes Voltas
| Corrida | Corrida         | 2004 | 2005 | 2006 | 2007 | 2008  | 2009  | 2010 | 2011 | 2012 | 2013 |
| ------- | --------------- | ---- | ---- | ---- | ---- | ----- | ----- | ---- | ---- | ---- | ---- |
|         | Giro d'Italia   | —    | —    | —    | —    | Ab.   | —     | Ab.  | —    | 86.º | 9.º  |
|         | Tour de France  | —    | —    | —    | —    | —     | 132.º | Ab.  | —    | —    | —    |
|         | Volta a Espanha | —    | —    | —    | —    | 121.º | —     | —    | 88.º | 58.º | —    |

—: não participa

Ab.: abandono